# Servië op het Eurovisiesongfestival 2021
Servië nam deel aan het Eurovisiesongfestival 2021 in Rotterdam, Nederland. Het was de 14de deelname van het land aan het Eurovisiesongfestival. De RTS was verantwoordelijk voor de Servische bijdrage voor de editie van 2021.

## Selectieprocedure
Nadat het Eurovisiesongfestival 2020 werd afgelast besloot de Servische openbare omroep om Hurricane, dat in 2020 de nationale preselectie had gewonnen, intern te selecteren voor deelname aan de komende editie van het Eurovisiesongfestival. De bijdrage werd ook intern geselecteerd. De keuze viel op Loco loco, dat op 5 maart 2021 werd voorgesteld aan het grote publiek.

## In Rotterdam
Servië trad aan in de tweede halve finale, op donderdag 20 mei 2021. Hurricane was als negende van zeventien acts aan de beurt, net na Daði & Gagnamagnið uit IJsland en gevolgd door Tornike Kipiani uit Georgië. Servië eindigde uiteindelijk op de achtste plek met 124 punten en wist zich zo verzekerd van een plek in de finale.
In de finale was Hurricane als achtste van 26 acts aan de beurt, net na The Black Mamba uit Portugal en gevolgd door James Newman uit het Verenigd Koninkrijk. Servië eindigde uiteindelijk op de vijftiende plaats, met 102 punten.
2007 · 2008 · 2009 · 2010 · 2011 · 2012 · 2013 · 2014 · 2015 · 2016 · 2017 · 2018 · 2019 · 2020 · 2021 · 2022 · 2023 · 2024 · 2025
Albanië · Australië · Azerbeidzjan · België · Bulgarije · Cyprus · Denemarken · Duitsland · Estland · Finland · Frankrijk · Georgië · Griekenland · Ierland · IJsland · Israël · Italië · Kroatië · Letland · Litouwen · Malta · Moldavië · Nederland · Noord-Macedonië · Noorwegen · Oekraïne · Oostenrijk · Polen · Portugal · Roemenië · Rusland · San Marino · Servië · Slovenië · Spanje · Tsjechië · Verenigd Koninkrijk · Zweden · Zwitserland